# AGM-64 Hornet
Il missile AGM-64 Hornet è un missile prodotto dagli Stati Uniti.
Il missile prese vita nel 1960, quando il Nord America produsse un missile per il progetto ATGAR (Anti-Tank Guided Aircraft Rocket), missile anticarro guidato, per l'USAF. L'ATGAR infine non fu mai prodotto, ma l'Air Force rimase abbastanza colpita, tanto che nel 1963 ha firmato in Nord America un contratto di sviluppo per il missile ZAGM-64A Hornet. L'Hornet era stato progettato come un missile da battaglia contro i veicoli blindati e poteva anche montare un sistema elettro-ottico di orientamento.
Il primo lancio del prototipo XAGM-64A avvenne nel dicembre 1964 e fu potenziato con un veloce motore a razzo a combustibile solido. Il sistema di orientamento elettro-ottico forniva un'immagine in diretta alla cabina di guida dell'aereo che lo lanciava, dove l'operatore prima del lancio agganciava il missile all'obiettivo da colpire, e il missile sarebbe andato automaticamente su di esso.
L'Air Force fermò il progetto AGM-64, giudicando che il simile AGM-65 Maverick avrebbe avuto più potenzialità. Sebbene non sia mai stato prodotto come arma, l'Hornet divenne un banco di prova per vari sistemi di guida diversi, tra cui diverse varietà di sistemi di guida elettro-ottici e di un sistema di guida magnetico.
Il XAGM-64 è stato brevemente ripreso nei primi anni 1970, ancora una volta per provare i sistemi di guida dei missili. Il sistema di propulsione fu aggiornato, aumentando il suo raggio d'azione di 4 km. Con questa configurazione l'Hornet testò i sistemi di guida laser, i sistemi di guida ottici progettati per GBU-8/B e GBU-9/B Homing Bomb System (HOBOS) e il sistema di guida terminale per il missile anticarro AGM-114 Hellfire. L'aviazione degli Stati Uniti cancellò l'AGM-64 prima della sua entrata in servizio.